# NEue MAschine
 (février 2024).
Pour les articles homonymes, voir NEMA.

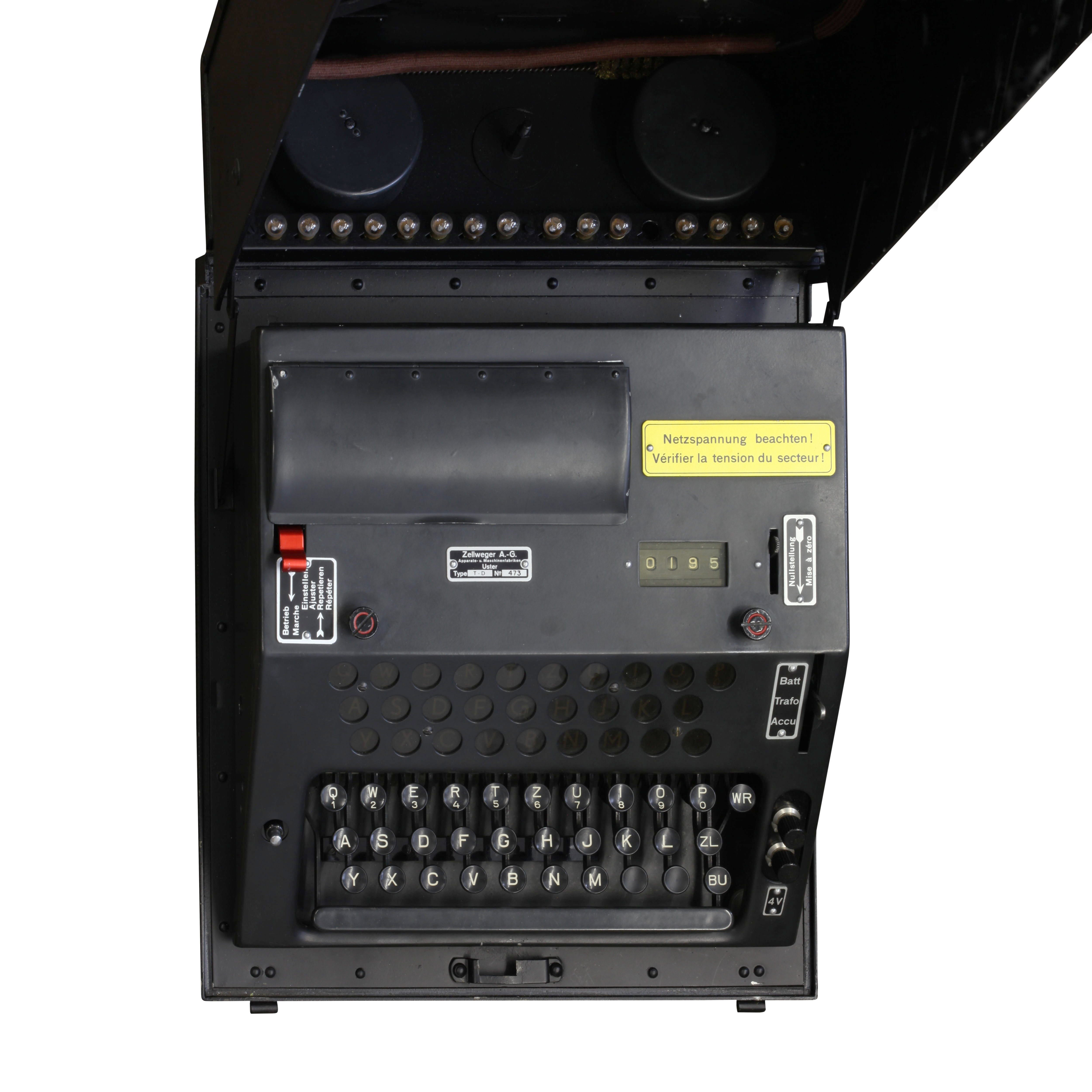
La NEMA.

Dans l'histoire de la cryptographie, la machine NEMA (en allemand NEue MAschine, ou en français « nouvelle machine ») nommée aussi la T-D (Tasten-Druecker-Maschine), était une machine de chiffrement à 10 roues crantées conçue par l'armée suisse pendant la Seconde Guerre mondiale en remplacement de leurs modèles Enigma.

## Histoire
La Suisse découvrit que leurs modèles commerciaux d'Enigma avaient été cassés à la fois par les cryptanalystes alliés et allemands. Une nouvelle architecture fut préparée entre 1941 et 1943 par le capitaine Arthur Alder, un professeur de mathématiques de l'université de Berne. L'équipe chargée du projet comprenait aussi les professeurs Hugo Hadwiger et Heinrich Emil Weber.
À l'été 1941, le premier prototype était opérationnel. Après quelques modifications, l'architecture fut acceptée en mars 1945 et la production de 640 exemplaires commença dès le mois suivant chez Zellweger AG. La première machine entra en service en 1947.
NEMA a été déclassifiée le 9 juillet 1992 et des exemplaires ont été vendus au public le 4 mai 1994.

## Fonctionnement

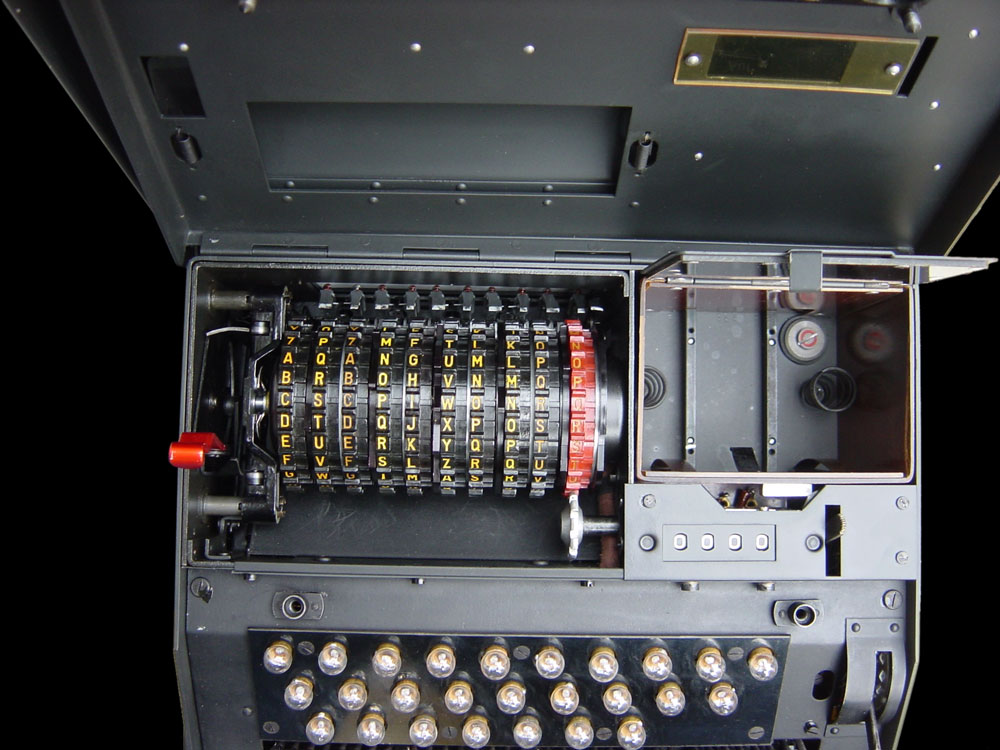
Sous le capot, on distingue les dix roues.

NEMA utilisait 10 roues, dont quatre normales à 26 contacts de chaque côté et câblées de manière unique par rapport à chaque type de rotor ; une était un réflecteur électrique (comme sur Enigma) ; cinq autres roues constituaient les « contrôleurs d'avancement », avec des cames mécaniques dirigeant les sauts des rotors et du réflecteur. Les roues étaient assemblées par paires consistant en une roue d'avancement et un rotor électrique, sur un axe.

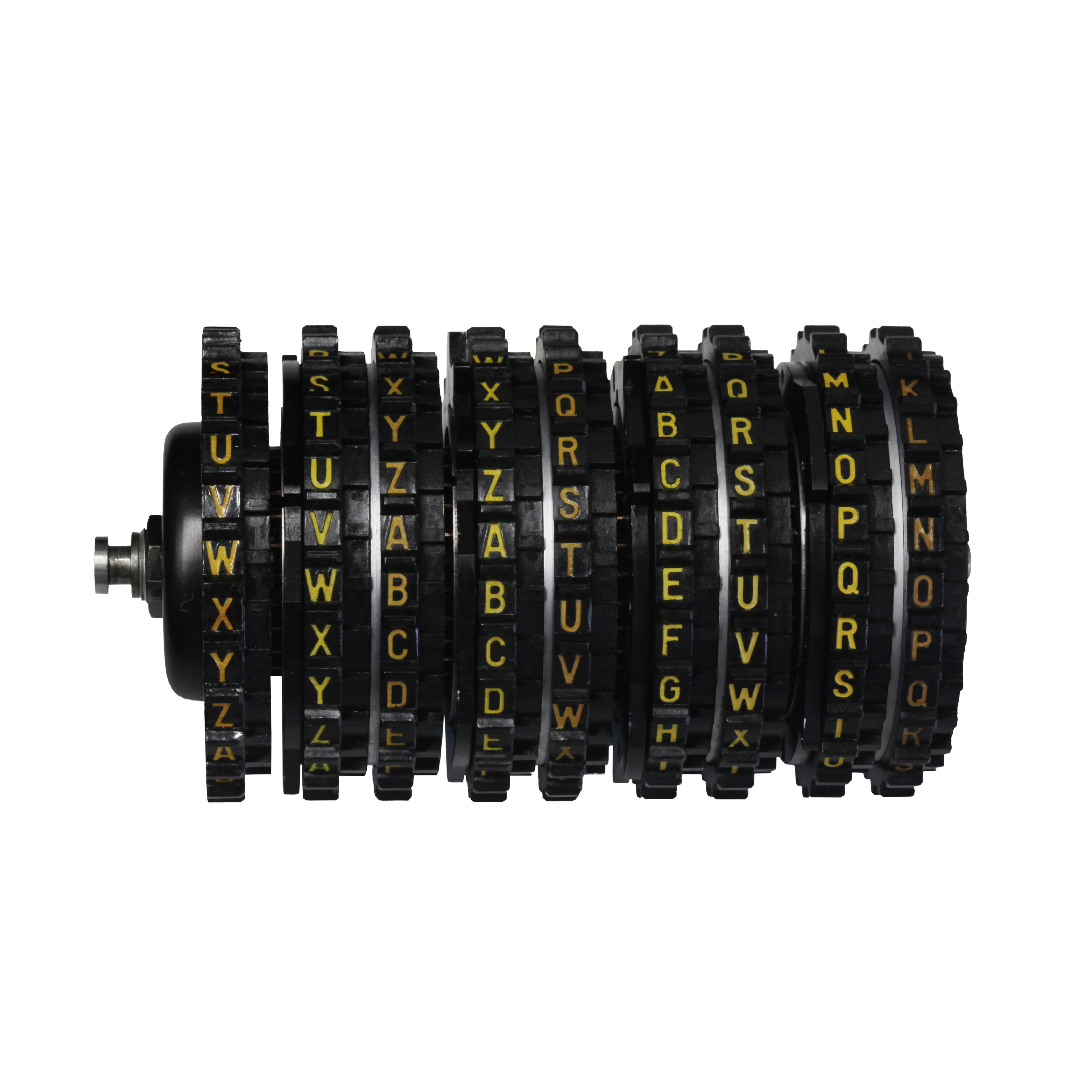
Le réflecteur et quatre paires de rotors
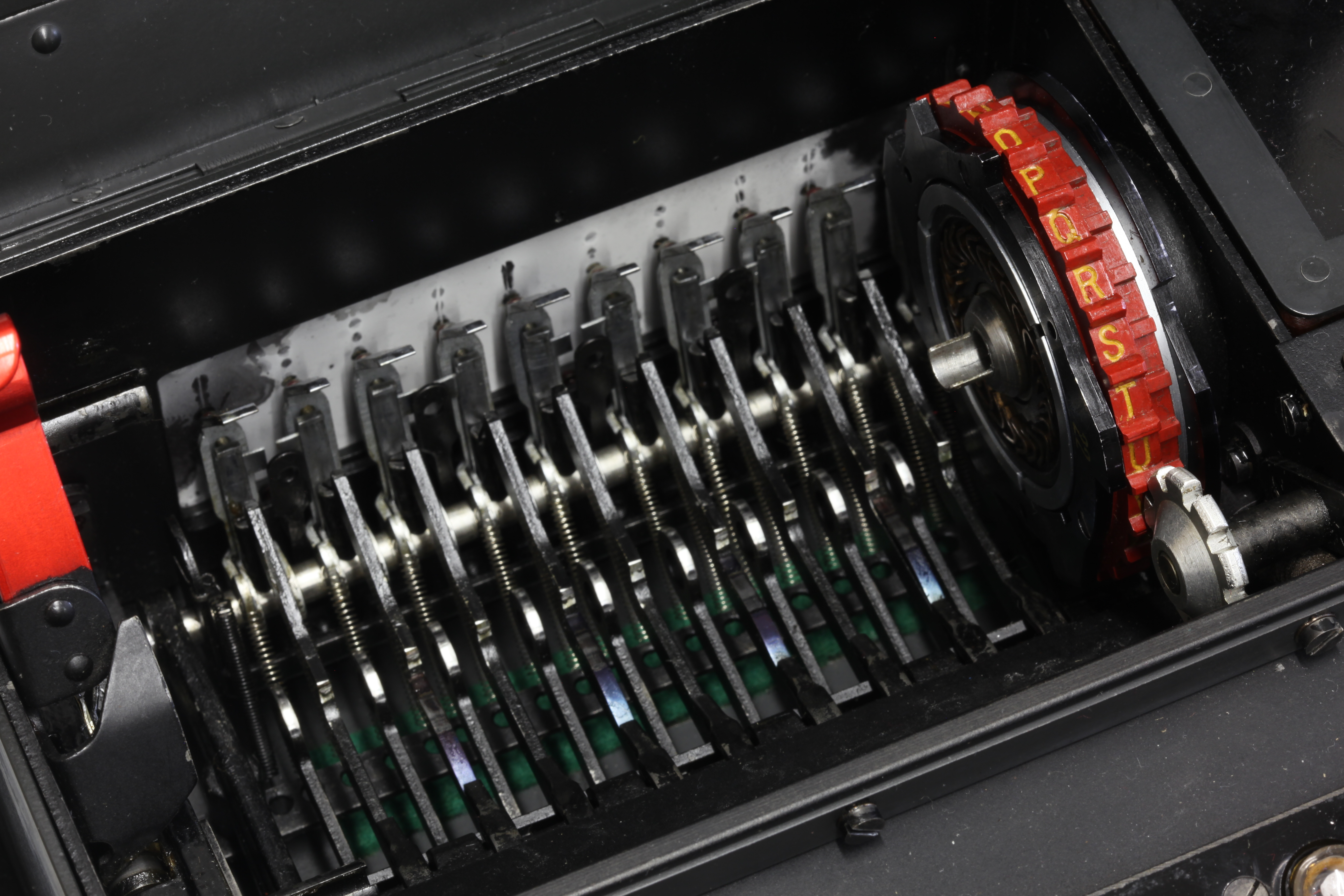
Le logement des rotors, avec les cames visibles et le premier rotor fixe
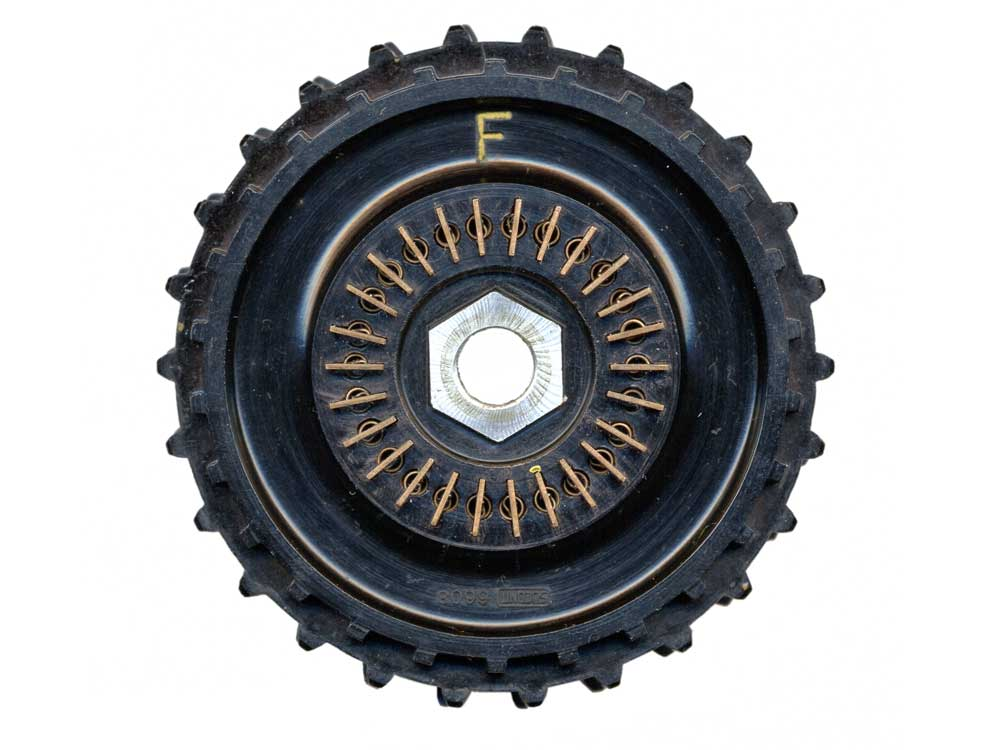
Vue supérieure d'une paire de rotors (rotor « F »)
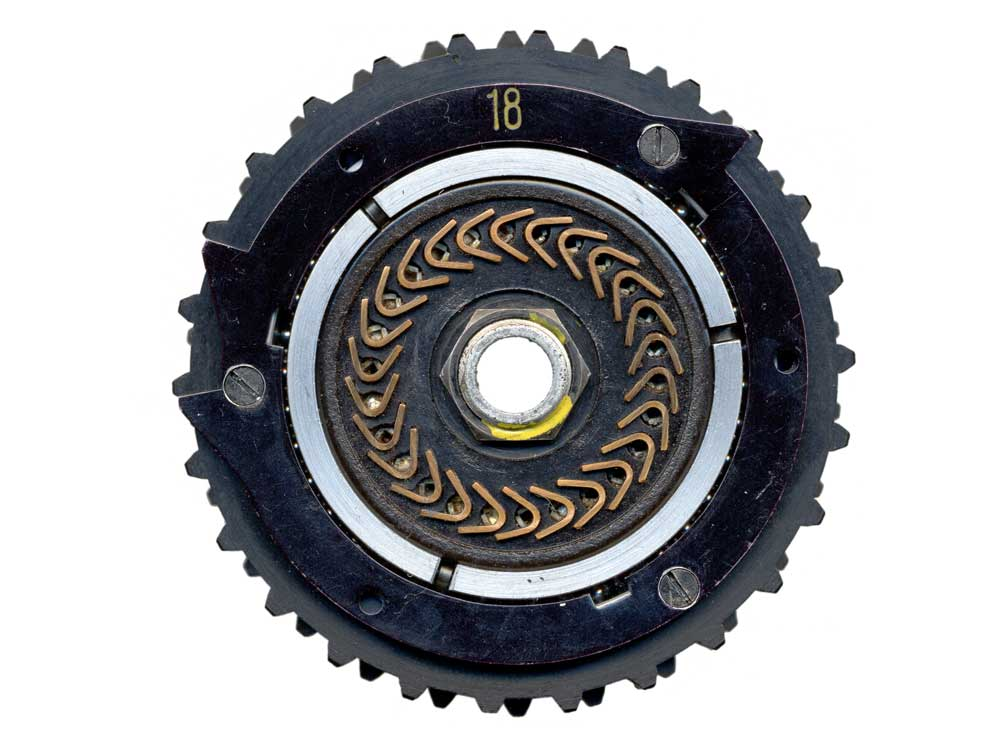
Vue inférieure d'une paire de rotors (rotor d'entraînement « 18 »). Remarquer les trois cames de contrôle de l'avancement.
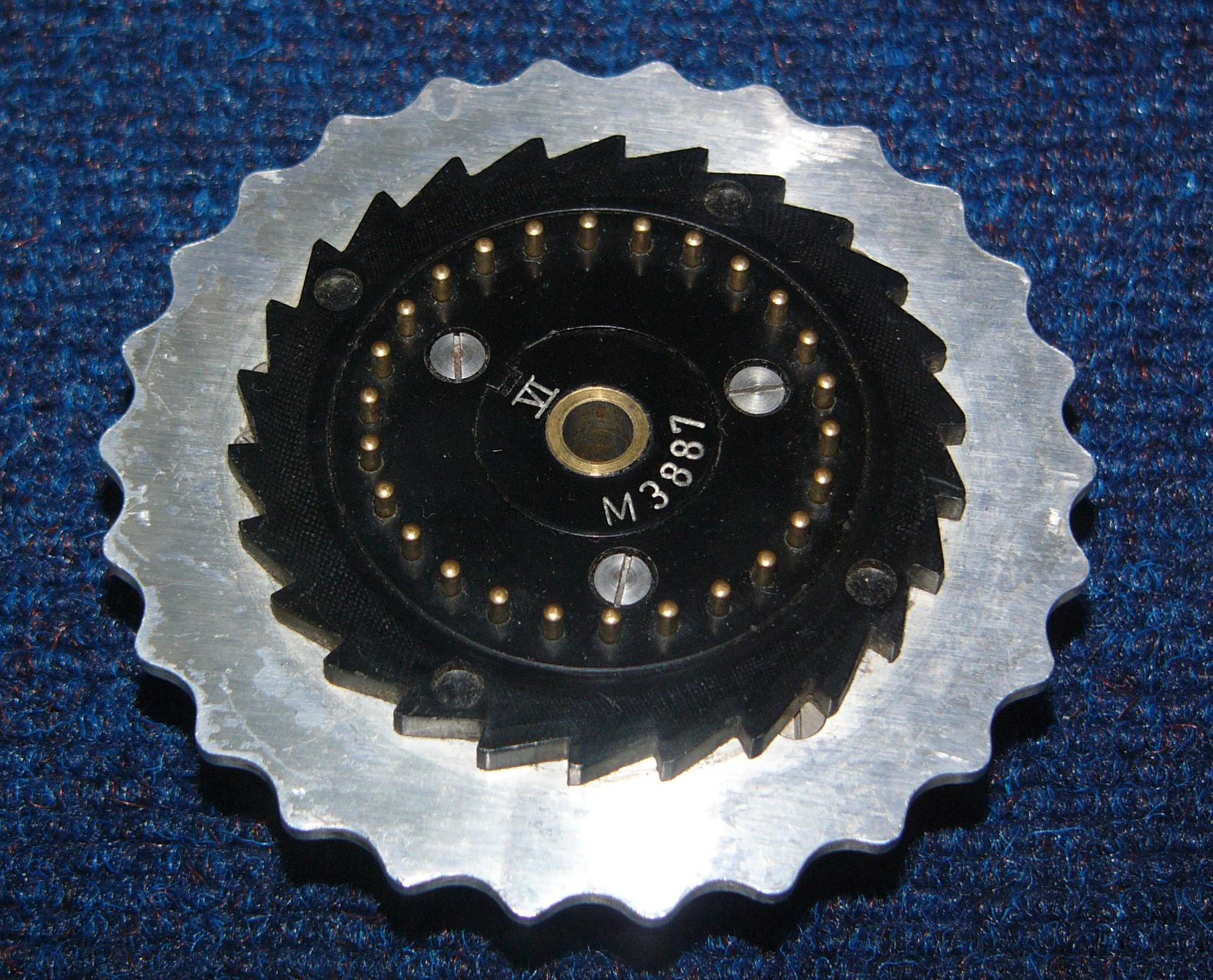
Rotor d'Enigma pour comparaison
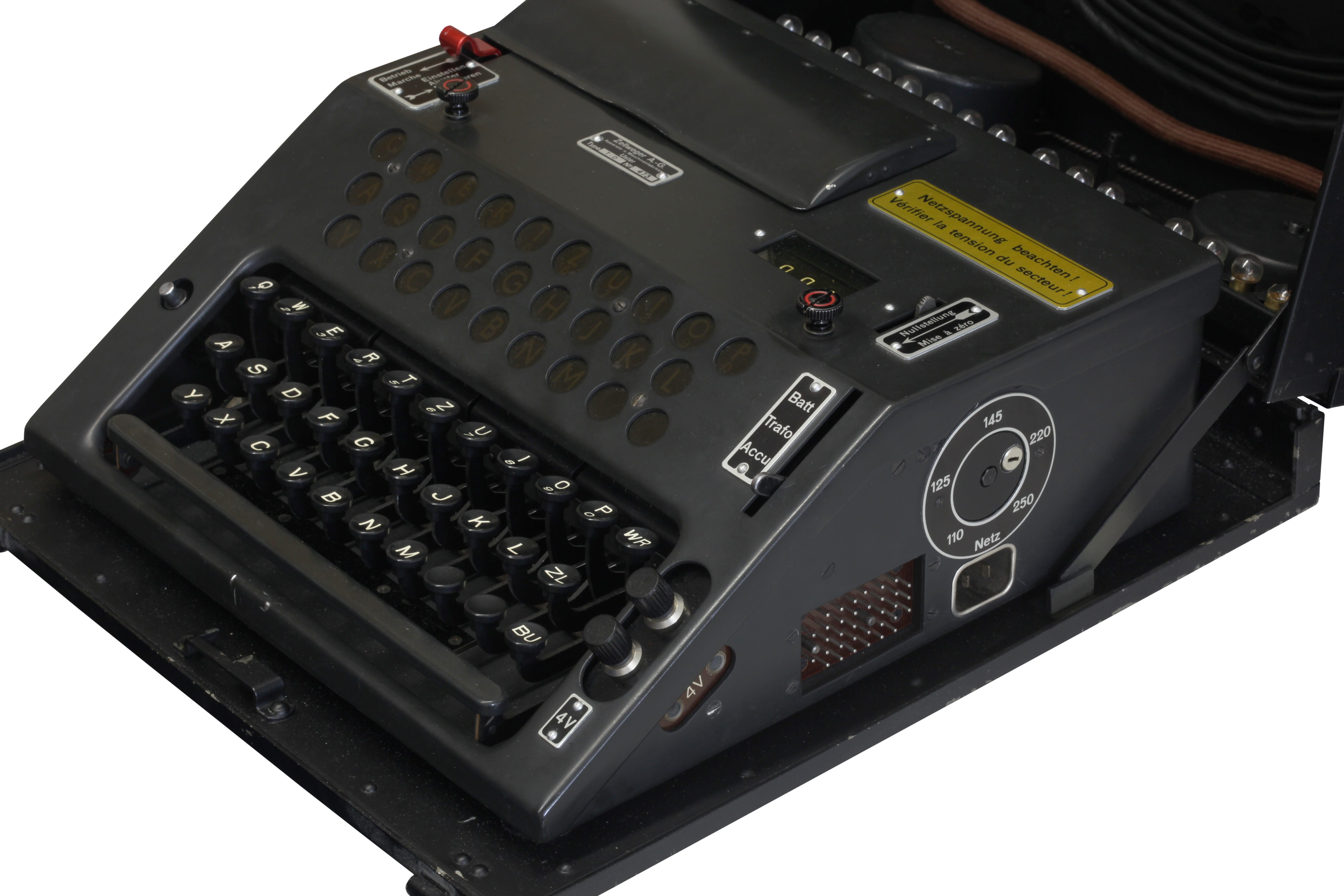
Vue du côté droit de la machine, avec le port pour le panneau d'affichage démontable.

## Complexité cryptographique
La clé cryptographique de NEMA se compose de deux parties : la clé interne et la clé externe.
- La clé interne est déterminée par la disposition des rotors électriques et d'avancement sur l'axe.
- La clé externe est un mot de passe de dix lettres qui correspond à la position initiale des dix rotors. Il y a donc {\displaystyle 26^{10}} clés externes possibles. Cela correspond environ à un mot de passe de 47 bits.

Les cycles de la machine ont une longueur de {\displaystyle 26^{3}=17576}: quelle que soit la clé externe, au bout de 17576 pas, les dix rotors seront revenus à leur position initiale. Il y a donc {\displaystyle 26^{10}/26^{3}=26^{7}} cycles différents.